# Vinceae
Vinceae, tribus vazdazelenih trajnica i polugrmova iz porodice Apocynaceae, dio je potporodice Rauvolfioideae.

## Podtribusi i rodovi
- Catharanthinae Pichon ex Boiteau in A. Aubrév. & J.-F. Leroy
  - Catharanthus G.Don
  - Kamettia Kostel.
  - Petchia Livera
- Kopsiinae Leeuwenb.
  - Kopsia Blume
- Ochrosiinae Pichon ex Boiteau in A. Aubrév. & J.-F. Leroy
  - Ochrosia Juss.
- Rauvolfiinae Benth. & Hook.f.
  - Rauvolfia L.
- Tonduziinae M.E.Endress
  - Laxoplumeria Markgr.
  - Tonduzia Pittier
- Vincinae M.E. Endress
  - Vinca L.